# Lobbes
Lobbes es un municipio belga ubicado en la provincia de Henao. El 1 de enero de 2019, Lobbes tenía una población total de 5.832 habitantes. Su superficie total es de 32,08 km² lo que sitúa la densidad de población en 181,77 habitantes por km².

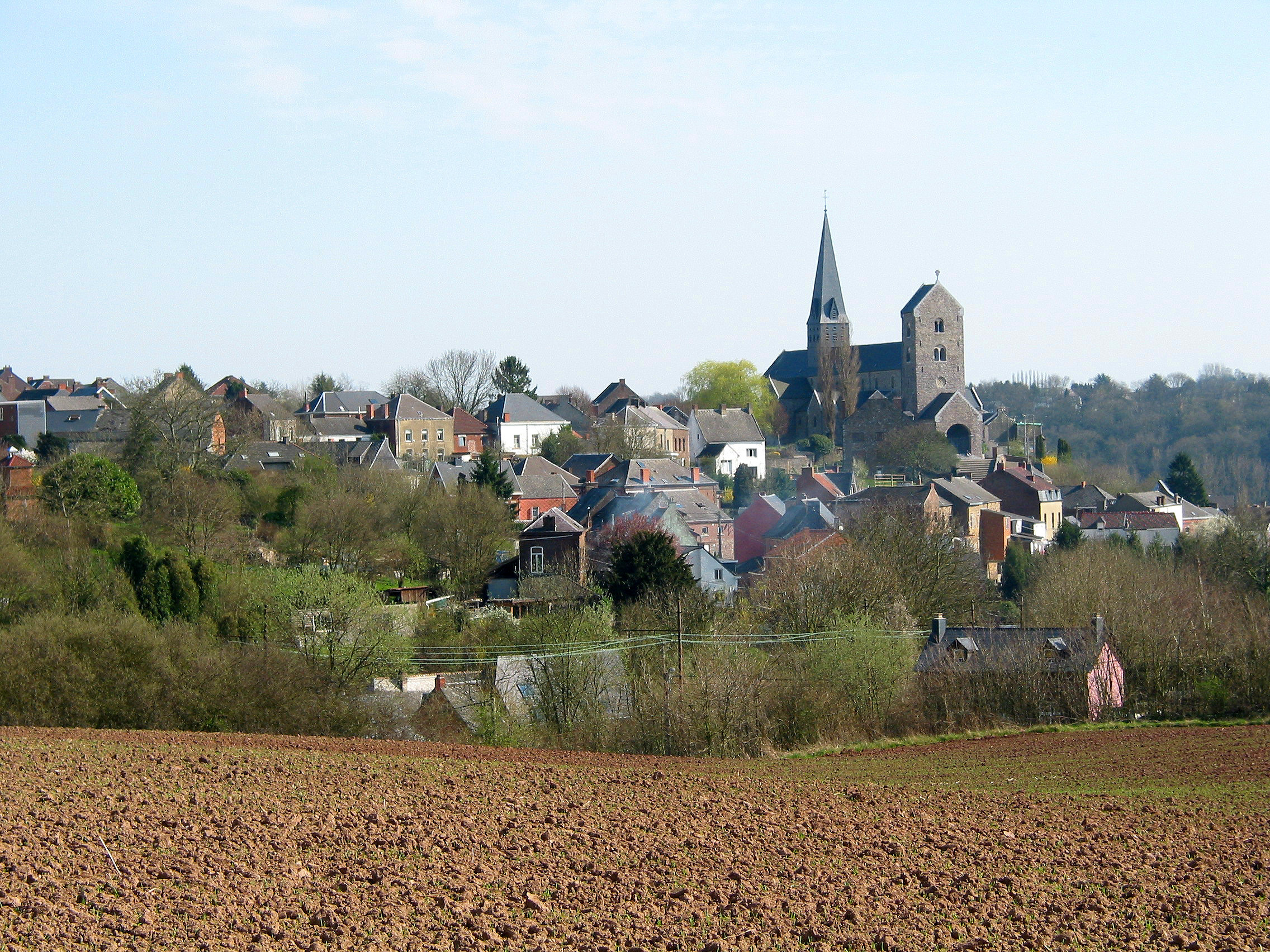
La ciudad vieja

El pueblo creció alrededor de la Abadía de Lobbes, una institución religiosa afincada en esta zona desde el año 650.
El tranvía de ASVi discurre a través de Lobbes.

## Geografía
Se encuentra ubicada en el sur del país y este bañada por el río Sambre.

### Secciones del municipio
El municipio comprende los antiguos municipios, que se fusionaron en 1977:
| - Lobbes - Mont-Sainte-Geneviève - Sars-la-Buissière - Bienne-lez-Happart |

## Demografía

### Evolución
Todos los datos históricos relativos al actual municipio, el siguiente gráfico refleja su evolución demográfica, incluyendo municipios después de efectuada la fusión el 1 de enero de 1977.
| Gráfica de evolución demográfica de Lobbes entre 1846 y 2019 |
|                                                              |